# Анна Ли (фильм)
«Анна Ли» (англ. Ann Lee) — предстоящий музыкальный фильм режиссёра Моны Фастволд, по сценарию написанному ей в соавторстве со своим партнёром Брэди Корбетом. Аманда Сейфрид исполнила роль Анны Ли, основательницы религиозной секты шейкеров. В фильме также снялись Томасин Маккензи, Льюис Пуллман, Кристофер Эбботт, Тим Блейк Нельсон, Стейси Мартен и Мэттью Бирд.

## Сюжет
Фильм, основанный на реальных событиях, описывается авторами как «эпическая сказка» о религиозном лидере Анне Ли, основательнице движения шейкеров, которую её последователи провозгласили женщиной-Христом и которая впоследствии построила одно из крупнейших утопических обществ в истории Америки. Ли и её последователи были известны экстатическими танцами во время богослужений.

## В ролях
- Аманда Сейфрид — Анна Ли
- Томасин Маккензи
- Льюис Пуллман
- Кристофер Эбботт
- Тим Блейк Нельсон
- Стейси Мартен
- Мэтью Бирд
- Скотт Хэнди
- Виола Преттеджон
- Дэвид Кейл
- Джейми Боджо

## Производство
Первоначально фильм назывался «Женщина, облачённая в солнце». Съёмки проходили в Венгрии и завершились в декабре 2024 года.